# Marsangy
Marsangy település Franciaországban, Yonne megyében. Lakosainak száma 858 fő (2022. január 1.). Marsangy Gron, Chaumot, Égriselles-le-Bocage, Étigny, Passy, Rousson, Véron és Villeneuve-sur-Yonne községekkel határos.

## Népesség
A település népességének változása:
| Lakosok száma | 811  | 823  | 858  | 849  | 848  | 843  | 835  | 847  | 858  |
|               | 2013 | 2015 | 2016 | 2017 | 2018 | 2019 | 2020 | 2021 | 2022 |